# Reus Deportiu

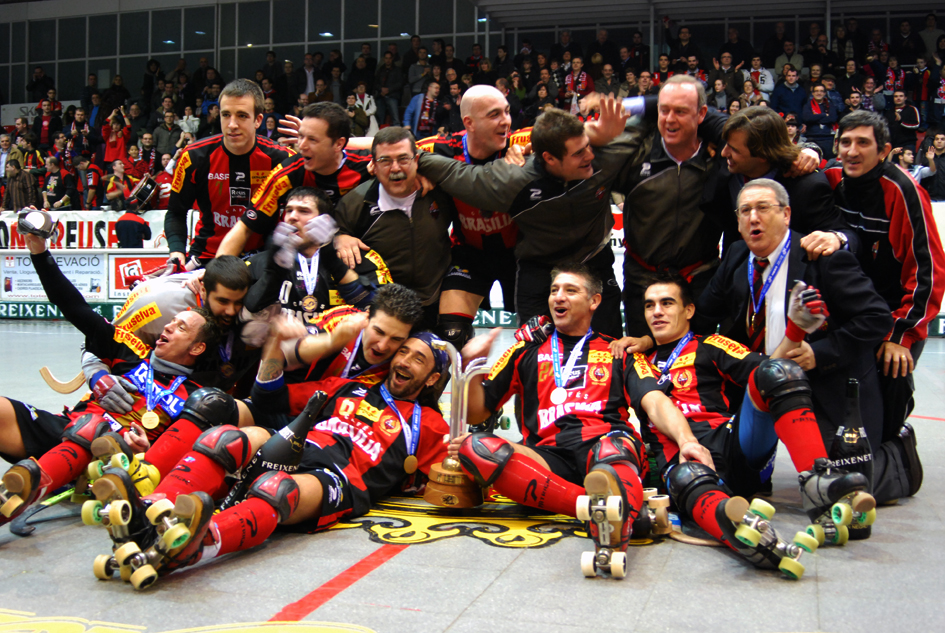
Equipe de hóquei sobre patins do Reus Deportiu ao ganhar sua primeira Copa Continental, em 2010

O Reus Deportiu é um clube desportivo catalão, da cidade de Reus (Tarragona), na Catalunha, Espanha. Embora melhor conhecido pela sua equipa profissional de hóquei patins, também tem secções de xadrez, atletismo, basquetebol, caminhadas, ginástica, patinagem artística, râguebi, ténis e ténis de mesa. Foi fundado em 1909 e não deve ser confundido com o Club de Futbol Reus Deportiu apesar de ambos os clubes artilharem um passado comum e as mesmas cores (vermelho e preto), passando em 1951 a serem equipas distintas.

## Palmarés
Títulos Nacionais
- OK Liga: 5
  - 1969-70, 1970-71, 1971-72, 1972-73, 2010-11

- Copa do Rei: 6
  - 1966, 1970, 1971, 1973, 1983, 2006

- Supertaça de Espanha: 2
  - 1984, 2006

Títulos Internacionais
- Campeonato do Mundo de Clubes: 1 
  - 2008

- Taça Intercontinental: 1 
  - 2009

- Liga dos Campeões: 8 
  - 1967, 1968, 1969, 1970, 1971, 1972, 2009, 2017

- Taça WSE: 2 
  - 2003, 2004

- Taça Continental: 1
  - 2008-09

- Taça das Taças: 1
  - 1984